# If These Walls Could Talk
If These Walls Could Talk (br: O Preço de uma Escolha / pt: Perseguidas) é um telefilme estadunidense exibido originalmente em 13 de outubro de 1996 pela HBO. Narra a história de três mulheres que habitam a mesma casa na cidade de Chicago e que decidem se devem ou não abortar. As protagonistas, entretanto, estão separadas vinte e dois anos entre si.

## Sinopse
1952
O primeiro segmento do filme se passa no ano de 1952, quando o aborto ainda era ilegal nos Estados Unidos. A protagonista é Claire Donnelly (Demi Moore), uma enfermeira viúva que engravida de seu cunhado. Ela decide abortar para não prejudicar a família de seu falecido marido. Claire consegue de uma colega enfermeira o nome de uma mulher que conhece quem realiza abortos. Ela consegue abortar, mas morre de hemorragia logo em seguida.
1974
O segundo segmento se passa em 1974 e conta a história de Barbara Barrows (Sissy Spacek), uma mãe de quatro filhos que descobre que está grávida novamente. Ela não fica feliz com a notícia, uma vez que acabara de voltar à faculdade. Ela considera fazer um aborto e conta com o apoio de sua filha adolescente para isso. No final, decide ter o bebê.
1996
O terceiro e último segmento se passa em 1996, ano de produção do filme, e faz uma clara referência às turbulentas manifestações que ocorriam nos Estados Unidos durante aquele período. A protagonista é Christine Cullen (Anne Heche), uma estudante universitária que engravida de um professor casado. Após o professor em questão terminar seu relacionamento com ela, Christine decide abortar. A Dr. Beth Thompson (Cher) é quem Christine procura para a realização do procedimento, mas esta acaba assassinada quando um manifestante pró-vida a surpreende na sala de operação.

## Elenco principal
- Demi Moore como Claire Donnelly
- Sissy Spacek como Barbara Barrows
- Anne Heche como Christine Cullen
- Cher como Dr. Beth Thompson
- Catherine Keener como Becky Donnelly
- Jada Pinkett Smith como Patti
- Lindsay Crouse como Frances White
- Xander Berkeley como John Barrows
- Matthew Lillard como protester

## Recepção
If These Walls Could Talk acabou se tornando uma surpresa para a HBO. Foi indicado para três prêmios Globo de Ouro e três Emmys, incluindo os de melhor telefilme, mas não venceu nenhum.

## Sequência
Em 2000, o filme recebeu uma sequência, intitulada If These Walls Could Talk 2. Seguiu a mesma trama de um único tema se passado em diferentes épocas numa mesma casa, só que desta vez o tema central era a homossexualidade feminina. Foi estrelado por Sharon Stone, Michelle Williams, Vanessa Redgrave, Chloë Sevigny e Ellen DeGeneres. Anne Heche, protagonista do último segmento, dirigiu a seqüência do filme, que venceu um prêmio Emmy.